# Storrington
Storrington – wieś w Anglii, w hrabstwie West Sussex, w dystrykcie Horsham. Leży 25 km na wschód od miasta Chichester i 70 km na południe od Londynu.